# Waihirere
Waihirere est une localité et une zone rurale du district de Gisborne situé dans l’Île du Nord de la Nouvelle-Zélande. 

## Situation
Elle est localisée à 16 kilomètres à l’intérieur des terres par rapport à la cité côtière de Gisborne.

## Histoire
Le village est un bastion des kapa haka, et est localisé là où une importante interprète nommée Louise Kingi a grandi et acquis ses connaissances de ses parents.
Le festival de musique Rhythm and Vines (en) est aussi localisé à proximité dans le cadre de la vallée de Waimata (en).

## Marae
Le marae  de Parihimanihi et la maison de rencontre de Te Poho o Māhaki sont une place du  hapū des Ngāi Tūketenui (en) et des  Ngāti Wahia (en), de l’iwi des Te Aitanga-a-Māhaki (en),.
Hangi Pants, est un court film réalisé à propos du cérémonie du tangi au niveau du marae, qui fut publié en 2020.
En octobre 2020, le Gouvernement attribua 102,771 $ à partir du  "fonds de croissance provincial" pour mettre à niveau le marae de Parihimanihi et créer 3 emplois.

## Parcs
Le « domaine de Waiherere » est une réserve publique, qui est la propriété et dont le fonctionnement est assuré par le conseil du district de Gisborne (en), qui est caractérisée par un terrain de jeux , une piste cyclable, une promenade pour les chiens et une zone de pique-nique, qui est aussi utilisée pour le Jet Ski et le Kitesurf